# Droga krajowa B242 (Niemcy)
Droga krajowa 242 (niem. Bundesstraße 242, B 242) – niemiecka droga krajowa przebiegająca  z zachodu na wschód od skrzyżowania z drogą B248 w Seesen w Dolnej Saksonii do skrzyżowania z drogą B180 koło Klostermansfeld w Saksonii-Anhalt.